# Battaglia di Lemno
La battaglia di Lemno venne combattuta il 18 gennaio 1913 nelle acque antistanti l'isola di Lemno, tra la flotta greca del contrammiraglio Pavlos Kountouriotis ed una squadra navale ottomana guidata dal capitano di vascello Ramiz Bey; lo scontro, il secondo maggior confronto navale della più ampia prima guerra balcanica dopo la battaglia di Elli del 16 dicembre 1912, si concluse con la ritirata delle navi ottomane.

## Antefatti
Allo scoppio della guerra il grosso della flotta ottomana fu inviato nel Mar Nero ad operare contro le coste della Bulgaria, lasciando solo poche unità a difesa delle acque del mar Egeo; ciò permise alla marina greca di acquisire subito l'iniziativa, stabilendo in breve tempo un saldo controllo sul bacino: ai primi di novembre del 1912 i greci sbarcarono truppe sulle isole dell'Egeo controllate dagli ottomani, impossessandosi in particolare dell'isola di Lemno, la cui baia di Moudros rappresentava un importante porto naturale. I cacciatorpediniere greci iniziarono a pattugliare l'imboccatura dei Dardanelli, praticamente imponendo un blocco navale ai danni degli ottomani, mentre le principali unità da battaglia del contrammiraglio Kountouriotis furono dislocate a Moudros, pronte a salpare alle prime avvisaglie di sortite nemiche. Il 16 dicembre 1912 il grosso della flotta ottomana uscì dai Dardanelli nel tentativo di rompere il blocco greco: le due flotte si scontrarono nella battaglia di Elli e, al termine di un breve combattimento, le navi ottomane si ritirarono rientrando sotto la protezione dei forti costieri; durante il breve scontro era emersa la netta superiorità delle navi greche ed in particolare dell'incrociatore corazzato Georgios Averof, meglio armato e più veloce delle vecchie corazzate pre-dreadnought a disposizione degli ottomani.
Conscio di questa inferiorità, il comandante ottomano Ramiz Bey pianificò un tranello per privare i greci del loro principale punto di forza: l'unità più veloce a disposizione della flotta, l'incrociatore protetto Hamidiye, fu incaricato di penetrare nell'Egeo e di attaccare il traffico mercantile nemico nella speranza che i greci inviassero alla sua ricerca la Averof, sguarnendo così il blocco dei Dardanelli; senza l'incrociatore, le vecchie corazzate costiere greche della classe Hydra sarebbero state un obiettivo facile o comunque alla pari per le più moderne pre-dreadnought ottomane. La notte del 14 gennaio 1913 lo Hamidiye riuscì ad eludere la sorveglianza greca dei Dardanelli e ad inoltrarsi nell'Egeo: la nave attaccò il giorno seguente il porto di Syra dove affondò un incrociatore ausiliario greco, ma il piano sostanzialmente fallì poiché Kountouriotis, disobbedendo agli ordini di Atene, non distaccò la Averof al suo inseguimento; subodorando una trappola degli ottomani, l'ammiraglio greco si preparò invece a resistere ad una nuova sortita nemica dai Dardanelli.

## Ordine di battaglia
| Regia Marina Ellenica | Regia Marina Ellenica | Marina Ottomana | Marina Ottomana |
| --------------------- | --- | --------------- | --- |
|                       | Squadra greca contrammiraglio Pavlos Kountouriotis - 1 incrociatore corazzato: Georgios Averof (amm.) - 3 corazzate costiere: Hydra, Spetsai, Psara - 7 cacciatorpediniere |                 | Squadra ottomana capitano di vascello Ramiz Bey - 3 corazzate: Barbaros Hayreddin (amm.), Turgut Reis, Mesudiye - 1 incrociatore protetto: Mecidiye - 5 cacciatorpediniere |

## La battaglia
Alle 8:20 del 18 gennaio i cacciatorpediniere greci di guardia all'imboccatura dello stretto avvistarono le navi di Ramiz Bey in uscita dai Dardanelli: la squadra ottomana navigava in linea di fila con le due pre-dreadnought Barbaros Hayreddin (nave ammiraglia) e Turgut Reis ad aprire la strada, seguite dalla più vecchia Mesudiye e dall'incrociatore protetto Mecidiye, con cinque cacciatorpediniere a fare da scorta. Alle 9:45 Kountouriotis lasciò Moudros, con la Averof ad aprire la linea di fila greca composta dalle vecchie corazzate Hydra, Spetsai e Psara, con sette cacciatorpediniere come scorta.
Le due flotte si incontrarono 12 miglia a sud-est di Lemno, e lo scambio di colpi iniziò alle 11:34, quando le due flotte ridussero la distanza a 8 400 metri: la colonna greca piegò immediatamente a sinistra, al fine di accorciare ancora di più le distanze; dopo un primo scambio di colpi, l'incrociatore ottomano Mecidiye ed i cacciatorpediniere piegarono in direzione nord-ovest e si allontanarono dallo scontro dirigendo verso i Dardanelli, seguiti alle 11:50 dalla corazzata Mesudiye, rimasta danneggiata dal fuoco combinato della Hydra e della Psara. Alle 11:54, dopo un serrato scambio di colpi, una salva della Averof centrò la Barbaros Hayreddin, distruggendo la sua torretta centrale e forzandola ad abbandonare lo scontro, seguita dalla Turgut Reis poco dopo; come ad Elli, la Averof si distaccò dal resto della flotta e si mise ad inseguire le navi ottomane in ritirata, sfruttando la sua maggiore velocità. L'inseguimento ebbe infine termine alle 14:30, quando le due ultime corazzate ottomane rientrarono sotto la protezione dei forti costieri dei Dardanelli.
A dispetto della grande quantità di colpi sparati, le navi ottomane misero a segno solo due centri sulla Averof, che riportò un ferito e danni minori; per contro la flotta ottomana subì perdite più gravi: la Barbaros Hayreddin e la Mesudiye subirono gravi danni, con un totale di 41 morti e 104 feriti tra i membri degli equipaggi. L'insuccesso a Lemno fece cessare i tentativi di forzamento del blocco greco, e per il resto del conflitto la flotta ottomana non lasciò più i suoi ancoraggi nei Dardanelli.